# Dupax del Sur
Dupax del Sur est une municipalité de la province de Nueva Vizcaya, aux Philippines.